# Буддизм в Кыргызстане
Буддизм попал в Кыргызстан по великому Шёлковому пути. Археологи обнаружили следы буддийского влияния на этом древнем пути. Самыми известными буддийскими местами в Киргизии являются Краснореченское городище близ села Красная Речка, где на раскопках, была найдена статуя Будды, относящиеся к 8-10 векам н.э., и скала на территории курорта Ысык-Ата, на которой нанесено изображение Будды Бхайшаджьягуру, датированное 8-м веком н.э.. Также некоторую известность имеет небольшая буддийская ступа на так называемой «горе спасения» Таштар-Ата близ Бишкека, устроенной там (вместе с священными строениями иудейской, мусульманской и православной религий) по инициативе врача-нарколога Женишбека Назаралиева.
Буддизм в Кыргызстане имеет две ветви: Ниппондзан и Карма-Кагью.
В настоящее время в Кыргызстане существует только одна зарегистрированная буддийская община. Она называется «Чамсен» («Освобождение» на корейском языке), была основана в 1996 году этническими корейцами в селе Горная Маёвка.